# Partido Social Democrático (1945)
Partido Social Democrático (PSD) foi um partido político brasileiro identificado como de centro e fundado em 17 de julho de 1945 por ex-interventores do Estado Novo nas unidades federadas. Elegeu dois presidentes (Eurico Gaspar Dutra e Juscelino Kubitschek) e dois primeiros-ministros (Tancredo Neves e Brochado da Rocha). Também foi o partido de três presidentes da república que ascenderam ao cargo em função da linha sucessória (Carlos Luz, Nereu Ramos e Ranieri Mazzilli). Foi extinto na ditadura militar, pelo Ato Institucional Número Dois (AI-2), em 27 de outubro de 1965.

## Princípios
O Partido Social Democrático de 1945 foi fundado por interventores egressos do Regime Varguista. Esse fato por si só é capaz de demonstrar o perfil dos políticos que se juntaram ao PSD: em sua grande maioria, lideranças regionais com viés adesista. Assim, o PSD pôde garantir a filiação de quadros importantes, cuja popularidade antecedia aquela do partido. Além disso, o PSD possuía estrutura interna bastante descentralizada, de forma que ao longo da sua história, a candidatura presidencial homologada pelo diretório nacional foi contestada por diretórios estaduais que eventualmente se aliavam a outras chapas sem desmembra-se do partido.
Segundo Lucia Hippolito, a posição do PSD no sistema partidário daquele tempo pode ser comparada em muitas formas à posição ocupada pelo Partido do Movimento Democrático Brasileiro na política brasileira posterior à redemocratização, havendo este inclusive recolhido grande parte dos seus principais quadros como Ulysses Guimarães e Tancredo Neves. A autora enfatiza que o PSD possuía engajamento histórico com a manutenção do regime democrático de 1946, ainda que vários de seus membros tenham aderido ao movimento militar de 1964. Contudo, tal adesão ao golpe de 1964 teria ocorrido em meio a um período de extrema polarização da sociedade brasileira durante o Governo Goulart, agravado pela luta interna no seio do partido que opunha a Ala Moça aos políticos tradicionais. Além disso, a capilaridade do partido no interior do país — característica que permitia a eleição de bancadas expressivas do PSD — vinha sendo desafiada por reformas internas no PTB, que buscavam a sua interiorização.

## História

### Declínio do Estado Novo e Ascensão do PSD
A entrada do Brasil na Segunda Guerra ao lado das potências Aliadas preparou a dissolução do Estado Novo. O regime varguista passou a encontrar vários frontes de oposição: na política doméstica, havia perdido o apoio de importantes setores do Exército Nacional que, no Nordeste, se organizava sob a égide de Eduardo Gomes — esperançoso futuro presidenciável por uma chapa militar — ao passo que o tradicional bastião do anti-varguismo, São Paulo, se consumia por uma efervescência legalista pró-redemocratização traduzida em importante pressão oposicionista. Do estrangeiro, os Estados Unidos da América também manifestavam sua preferência pela queda do governo Vargas. Tudo isso culminou para a adoção, em 1945, da Lei Constitucional nº9, prevendo eleições diretas.
Em 22 de fevereiro de 1945, José Américo de Almeida, em entrevista concedida ao jornal O Globo, anuncia a recepção da candidatura do Major-Brigadeiro Eduardo Gomes à Presidência da República pela Oposição, suscitando assim o recrudescimento do Governo à procura de um candidato próprio. Nesse momento, diversos elementos na política e na sociedade ainda ansiavam por uma continuidade varguista, mas o colapso do Presidente era iminente e essa incerteza política no campo governista alimentava o vigor da candidatura de Eduardo Gomes. Não foi até a renúncia de Vargas que os apoiadores do Governo puderam sondar a figura do Ministro da Guerra, Eurico Gaspar Dutra. A estreita ligação entre Dutra e o Exército Brasileiro era ideal para permitir o diálogo com essa instituição cada vez mais antagônica ao Presidente, além de retirar de Gomes o monopólio sobre o discurso militarista. Desta forma, a candidatura de Dutra foi cada vez mais articulada por importantes indivíduos da base governista que — diante da notória exaustão política e institucional de Vargas — pretendiam ultrapassar Eduardo Gomes através da reconstitucionalização e da deposição do regime.
Nesse contexto, começam a se formar os principais partidos políticos do período: a UDN, em apoio a Eduardo Gomes; e o PSD, ventilando a candidatura do Ministro da Guerra. A primeira Convenção Nacional do PSD ocorreu em 17 de julho no Teatro Municipal do Rio de Janeiro, reunindo interventores estaduais varguistas depostos pelo governo transitório do Presidente do STF, José Linhares. Sem embargo, a questão regional era muito forte e a influência dos antigos interventores do Estado Novo em cada unidade federativa foi determinante para condicionar a adesão ao PSD: normalmente quando se apoiava Vargas, mas não se aprovava do interventor, juntava-se à Oposição.
Contando com o sólido apoio de Getúlio Vargas e ainda de importantes setores do Exército, Dutra assegurou sua vitória na Eleição Presidencial de 1945, com cerca de 55% dos votos. Além da presidência, o PSD logrou maioria absoluta na Assembléia Nacional Constituinte, com 151 deputados (sobre 286) e 26 senadores (sobre 42).

### O Governo Dutra (1946-1951)
O Governo Dutra foi um período de grande êxito eleitoral para o PSD. Contava com 10 Ministros de Estado (dentre eles, Carlos Luz) e ainda exercia a presidência da Assembléia Nacional Constituinte através do senador Fernando de Melo Viana e do líder da maioria e vice-Presidente, Nereu Ramos.

Posse de Eurico Gaspar Dutra (PSD) como Presidente da República

Entretanto, um crescente estranhamento entre duas facções começou a tomar conta do PSD: de um lado, os pessedistas que apoiavam uma aproximação com Vargas; e do outro, os chamados ''dutristas'' que viam futuro em uma aliança com a UDN, particularmente ao redor do baiano Otávio Mangabeira — grande articulador de coalizões entre o PSD e a UDN no nível estadual.
A rachadura interna do PSD veio à tona com muita força na escolha do seu candidato nas eleições de 1947 ao governo de Minas Gerais (estado populoso que exerce papel central nas eleições nacionais). Dutra queria Carlos Luz como candidato, mas a ala getulista indicava José Bias Fortes e não estava pronta para ceder, mesmo diante da concessão pelos dutristas que evocaram como meio termo o nome do ex-Presidente Venceslau Brás. Sem perder o apoio varguista, Bias Fortes derrotou Brás na convenção mineira do PSD, transformando-se no candidato do partido. Tal ordem de fatos enfureceu o clube dutrista que, liderados por Luz, Fernando de Melo Viana e Cristiano Machado; passaram a apoiar a candidatura do udenista Milton Campos.

A escolha do candidato a sucessor de Dutra, utilizou-se da chamada ''fórmula mineira'': pretendia-se coligar o PSD à UDN, apoiando um presidenciável que fosse ao mesmo tempo pessedista e mineiro, remanescendo a UDN com a vice-Presidência. No entanto, a aprovação dessa fórmula pelos quadros do PSD provocou a ruptura do diálogo com Mangabeira e, assim, com a UDN. Nereu Ramos também deixaria a presidência nacional do PSD, afastando a ala getulista diante da excessiva ingerência de Dutra no processo de escolha do próximo candidato — tendo Dutra inclusive usado sua influência para vetar uma possível candidatura do então vice-Presidente.
Ao passo que Getúlio Vargas construía uma aliança com o PSP do paulista Adhemar de Barros e que a UDN relançava o Major-Brigadeiro Eduardo Gomes, o PSD dutrista finalmente se contentou com Cristiano Machado. Não obstante, o lançamento da candidatura Getúlio Vargas-Café Filho conquistou o apoio do reduto getulista nos quadros do PSD, provocando um esvaziamento eleitoral da candidatura de Machado: esse evento entrou para o jargão político como a cristianização do PSD.
Com isso, Vargas saiu vitorioso na Eleição de 1950 com 48% dos sufrágios; Cristiano Machado obteve 21%, logrando o terceiro lugar na corrida. Mesmo assim, o PSD conseguiu manter sua maioria na Câmara de Deputados ao eleger 112 representantes, além de 9 Senadores (sobre 21). Ato contínuo, elegeram-se 10 Governadores do PSD — inclusive Juscelino Kubitschek no estado de Minas Gerais.

### O Governo Vargas e a Crise de Sucessão (1951-1956)
Largamente eleito, Vargas explorou a fratura interna do PSD para cooptar grande parte dos seus quadros e, por conseguinte, sua influência no Congresso Nacional. Assim, o PSD marcou forte presença nos Ministérios de Vargas (incluindo Horácio Lafer na Fazenda e Tancredo Neves na Justiça). A consolidação de Ernâni do Amaral Peixoto, genro de Vargas, como presidente nacional do PSD também estreitou o casamento do partido com o varguismo. Mas torna-se evidente que essa aproximação não foi unívoca dentro do partido: muitos dos seus membros, notadamente Etelvino Lins, resistiram ao getulismo e buscavam selar laços com a Oposição - na época, composta pela UDN e pela sua ''Banda de Música'', uma célebre equipe de elite parlamentar liderada por Carlos Lacerda contra o Governo.

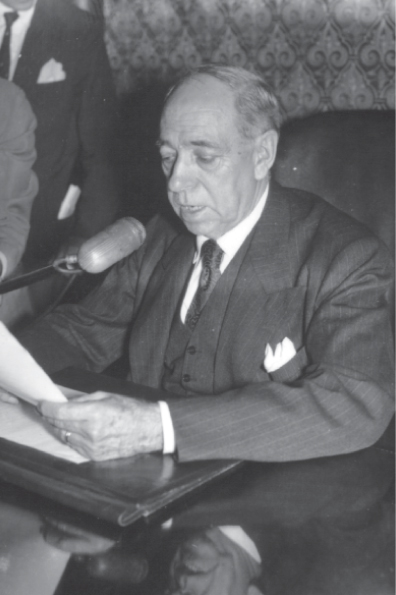
Presidente Nereu Ramos (PSD-SC)

A série de escândalos no Governo Vargas tornavam a Oposição cada vez mais aguerrida e suscitavam um novo afastamento do varguismo por parte do PSD, em que pese os esforços de Amaral Peixoto. Durante os desdobramentos do Atentado da Rua Tonelero, os membros da Banda de Música pressionavam pela meticulosa apuração dos fatos e insistiam na ligação do assassinato ao gabinete pessoal do Presidente - informação que se provaria verídica. Diante disso, preparava o deputado federal Afonso Arinos de Melo Franco (UDN), a protocolização de um pedido de impeachment contra o Presidente da República. Contudo, o eventual suicídio de Getúlio Vargas e a comoção generalizada que o sucedeu, retardaram consideravelmente o ânimo da UDN, que teve de abrandar suas veementes oposições.
Em 24 de agosto de 1954, no alvorecer da investidura do sucessor legal de Vargas, o vice-Presidente João Café Filho (PSP); o PSD manteve dois ministérios e exercia ainda a presidência da Câmara dos Deputados através de Nereu Ramos. Antecipando o interesse do governador Kubitschek pela nomeação do PSD às Eleições de 1955, importantes setores do partido - bem como o próprio Presidente da República - começaram a articular meios de impedir o lançamento da coligação PSD-PTB pretendida pelo mineiro.
Embora o diretório nacional do PSD, em 1954, houvesse indicado o Governador de Minas Gerais como presidenciável - dada a sua proximidade de Amaral Peixoto -, formou-se uma nova dissidência no seio do partido. Teve início a ruptura no próprio PSD mineiro, donde remanesciam mágoas da antiga querela entre getulistas e dutristas. Assim, Carlos Luz e Benedito Valadares se aliaram a diversas outras delegações regionais do PSD (notadamente a catarinense e a pernambucana) para lançar a candidatura alternativa de Etelvino Lins. O ex-Presidente Eurico Dutra também se manifestava contrário à indicação de Goulart à chapa liderada pelo PSD, acelerando o boicote de Kubitschek pela ala dutrista na convenção nacional. Todavia, a candidatura de Lins se dissolveria diante da prospectiva de uma chapa Juarez Távora-Milton Campos, a qual seria logo homologada pela convenção nacional da UDN, tecendo aliança com a dissidência pessedista (dutrista).
Neste ínterim, uma batalha por procuração se desenhava à presidência da nova legislatura na Câmara de Deputados: o favorito da ala Kubitschek, Ranieri Mazzilli, foi derrotado por Carlos Luz, tornando-se este último, o segundo na linha de sucessão ao Presidente da República.
Às Eleições de 1955, saíram vitoriosos Juscelino Kubitschek e João Goulart da coligação PSD-PTB. Contudo, uma nova crise institucional se aproximava: enquanto a oposição instigava narrativas contrárias à investidura do Presidente-eleito, Café Filho sofreu um distúrbio cardíaco que forçou sua internação. Sucedendo ao Presidente, Carlos Luz recepcionou os aviltamentos da UDN e levou o Ministro da Guerra, Henrique Teixeira Lott, (última força estabilizadora no Governo) à renúncia. As ações de Carlos Luz conduziram o Gal. Lott a liderar o Movimento de 11 de Novembro, a fim de depor Luz e assegurar a posse de Kubitschek. É neste contexto que assume a Presidência, o pessedista Nereu Ramos: transitoriamente até transferir o ofício a Kubitschek, de quem se tornara no mesmo dia, Ministro da Justiça.

### O Governo Kubitschek (1956–1961)
Os anos JK podem ser considerados como o apogeu do PSD, mas também assistiu algumas precariedades para o partido. Por força da Aliança com o PTB, os trabalhistas ocuparam quase exclusivamente os Ministérios do Trabalho e da Agricultura, todavia os pessedistas mantiveram-se majoritários. O PSD também era amplamente majoritário no Congresso Nacional, com 119 parlamentares na Câmara de Deputados e 20 Senadores.
A fim de dar prosseguimento ao seu Plano de Metas e à construção de Brasília, o Presidente requereu ampla coesão do seu partido que, no Congresso Nacional, o apoiou intensamente. Além disso, era importante que o PSD controlasse os ministérios relativos à economia e às obras públicas, o que conferia monopólio pessedista sobre a política econômica. Nesse contexto, Kubitschek enviou o presidente nacional do PSD, Amaral Peixoto, à embaixada do Brasil em Washington, no fito de garantir acesso aos fundos necessários para suas empreitadas no Planalto Central - mas possivelmente também para poder aumentar seu controle sobre o partido. A necessidade de maior unificação no partido teve outro lado, não obstante: em que pese à coalizão com o PTB, Kubitschek decidiu não desafiar setores mais conservadores do seu partido promovendo reforma fundiária ou significativas dilatações nos direitos trabalhistas. Juscelino tenta, portanto, preservar os valores tradicionais do PSD em uma estratégia utilitarista para assegurar o bom andamento do seu mandato.
Sem embargo, uma divisão bastante peculiar começou a nascer não somente no PSD, mas nos partidos políticos de forma geral. Movimentos jovens que contestavam as velhas lideranças partidárias, e sua política fisiológica excessivamente regionalista, ganhavam força dentro das convenções partidárias e escalavam as fileiras da política. No PSD, essa corrente interna ficou conhecida como Ala Moça e era principalmente articulada por Ulysses Guimarães, objetivando modernizar o partido. A Ala Moça também defendia posições ditas desenvolvimentistas que ameaçavam o clientelismo dos quadros tradicionais.

Comício eleitoral em favor da chapa Lott-Goulart (PSD-PTB).

Num primeiro momento, Kubitschek se aproxima da Ala Moça e lhes fornece apoio contra os ''caciques'' do PSD. No entanto, a iminência das eleições de 1958 levou o Presidente a evitar confronto com os políticos regionais - essenciais ao pleito. Assim, Kubitschek retira do Ministério da Fazenda, José Maria Alkmin que conduzia políticas próximas da Ala Moça e o substitui por Lucas Lopes, de inspiração mais conservadora. Sem o apoio do Presidente, a Ala Moça perde muito da sua potência original e se alia aos seus homólogos na UDN e no PTB (a Bossa Nova da UDN e o Grupo Compacto do PTB) para formar uma Frente Parlamentar Nacionalista.
Nas Eleições de 1958, o afastamento de Amaral Peixoto aos EUA provocou um distanciamento dos quadros regionais quase provaram desastrosos para os resultados do PSD. Neste pleito, embora o PSD tenha conseguido eleger 117 deputados e 6 senadores (sobre 21 em disputa); apenas conseguiu elevar 2 governadores, perdendo muitos estados em que exercia um controle tradicional: grifa-se o caso do Rio Grande do Sul, onde Leonel Brizola (PTB) derrota o candidato PSD-UDN. Em São Paulo, Jânio Quadros constrói uma coligação cada vez mais poderosa que leva o Presidente a evitar o lançamento de uma candidatura de Ulysses Guimarães.
Kubitschek visava seu retorno às urnas em 1965 (em um projeto pessoal denominado "JK-65") e sabia que a bonança do seu mandato traduziria instantaneamente em políticas de austeridade pelo próximo Governo. Diante disso, Kubitschek passou a articular uma candidatura de ''união nacional'' com a UDN que mataria dois coelhos com uma só cajadada: pacificaria os ímpetos golpista daquela associação partidária que há tempos já se mobilizavam, e simultaneamente colocava JK numa posição privilegiada para 1965.

## Participação em Ministérios
| Governo                                                                                   | Governo                    | Primeiro-Ministro | Primeiro-Ministro        | Ministro                | Seção                | Período                        | Pasta                         | Ref.  |
| ----------------------------------------------------------------------------------------- | -------------------------- | ----------------- | ------------------------ | ----------------------- | -------------------- | ------------------------------ | ----------------------------- | ----- |
|                                                                                           | Dutra                      | —                 | —                        | Carlos Luz              | PSD-MG               | 1946                           | Justiça e Negócios Interiores | [ 4 ] |
| Benedito Costa Neto                                                                       | Dutra                      | —                 | —                        | PSD-SP                  | 1946-1947            |                                | Justiça e Negócios Interiores | [ 4 ] |
| Mesquita da Costa                                                                         | Dutra                      | —                 | —                        | PSD-RS                  | 1947-1950            |                                | Justiça e Negócios Interiores | [ 4 ] |
| Bias Fortes                                                                               | Dutra                      | —                 | —                        | PSD-MG                  | 1950-1951            |                                | Justiça e Negócios Interiores | [ 4 ] |
| Neves Fontoura                                                                            | Dutra                      | —                 | —                        | PSD-RS                  | 1946                 | Relações Exteriores            |                               | [ 4 ] |
| Soares e Silva                                                                            | Dutra                      | —                 | —                        | PSD-RJ                  | 1946                 | Viação e Obras Públicas        |                               | [ 4 ] |
| Clóvis Pestana                                                                            | Dutra                      | —                 | —                        | PSD-RS                  | 1946-1950            | Viação e Obras Públicas        |                               | [ 4 ] |
| Correia e Castro                                                                          | Dutra                      | —                 | —                        | PSD-SP                  | 1946-1949            | Fazenda                        |                               | [ 4 ] |
| Neto Campelo                                                                              | Dutra                      | —                 | —                        | PSD-PE                  | 1946                 | Agricultura                    |                               | [ 4 ] |
| Novais Filho                                                                              | Dutra                      | —                 | —                        | PSD-PE                  | 1946-1950            | Agricultura                    |                               | [ 4 ] |
| Pedro Calmon                                                                              | Dutra                      | —                 | —                        | PSD-BA                  | 1950-1951            | Educação e Saúde               |                               | [ 4 ] |
| Honório Monteiro                                                                          | Dutra                      | —                 | —                        | PSD-SP                  | 1948-1950            | Trabalho, Indústria e Comércio |                               | [ 4 ] |
|                                                                                           | Vargas IV                  | —                 | —                        | Negrão de Lima          | PSD-MG               | 1951-1953                      | Justiça e Negócios Interiores | [ 4 ] |
| Tancredo Neves                                                                            | Vargas IV                  | —                 | —                        | PSD-MG                  | 1953-1954            |                                | Justiça e Negócios Interiores | [ 4 ] |
| Neves Fontoura                                                                            | Vargas IV                  | —                 | —                        | PSD-RS                  | 1951-1953            | Relações Exteriores            |                               | [ 4 ] |
| Horácio Lafer                                                                             | Vargas IV                  | —                 | —                        | PSD-SP                  | 1951-1953            | Fazenda                        |                               | [ 4 ] |
| Álvaro Sousa e Lima                                                                       | Vargas IV                  | —                 | —                        | PSD-SP                  | 1951-1953            | Viação e Obras Públicas        |                               | [ 4 ] |
| Apolônio Sales                                                                            | Vargas IV                  | —                 | —                        | PSD-PE                  | 1954                 | Agricultura                    |                               | [ 4 ] |
| Ernesto Simões Filho                                                                      | Vargas IV                  | —                 | —                        | PSD-BA                  | 1951-1953            | Educação e Saúde               |                               | [ 4 ] |
| Antônio Balbino                                                                           | Vargas IV                  | —                 | —                        | PSD-BA                  | 1953-1954            | Educação e Saúde               |                               | [ 4 ] |
| Edgard Santos                                                                             | Vargas IV                  | —                 | —                        | PSD-BA                  | 1954                 | Educação e Saúde               |                               | [ 4 ] |
| Miguel Couto Filho                                                                        | Vargas IV                  | —                 | —                        | PSD-RJ                  | 1953-1954            | Saúde                          |                               | [ 4 ] |
|                                                                                           | Café Filho                 | —                 | —                        | Lucas Lopes             | PSD-MG               | 1954-1955                      | Viação e Obras Públicas       | [ 4 ] |
| José da Costa Porto                                                                       | Café Filho                 | —                 | —                        | PSD-PE                  | 1954-1955            | Agricultura                    |                               | [ 4 ] |
| Taborda de Athayde                                                                        | Café Filho                 | —                 | —                        | PSD-PR                  | 1954-1955            | Saúde                          |                               | [ 4 ] |
|                                                                                           | Ramos                      | —                 | —                        | Menezes Pimentel        | PSD-CE               | 1955-1956                      | Justiça e Negócios Interiores | [ 4 ] |
| Teixeira Lott                                                                             | Ramos                      | —                 | —                        | PSD-MG                  | 1955-1956            | Guerra                         |                               | [ 4 ] |
| Macedo Soares                                                                             | Ramos                      | —                 | —                        | PSD-SP                  | 1955-1956            | Relações Exteriores            |                               | [ 4 ] |
| Lucas Lopes                                                                               | Ramos                      | —                 | —                        | PSD-MG                  | 1955-1956            | Viação e Obras Públicas        |                               | [ 4 ] |
|                                                                                           | Kubitschek                 | —                 | —                        | Nereu Ramos             | PSD-SC               | 1956-1957                      | Justiça e Negócios Interiores | [ 4 ] |
| Eurico Sales                                                                              | Kubitschek                 | —                 | —                        | PSD-ES                  | 1957-1958            |                                | Justiça e Negócios Interiores | [ 4 ] |
| Cirilo Júnior                                                                             | Kubitschek                 | —                 | —                        | PSD-SP                  | 1958-1959            |                                | Justiça e Negócios Interiores | [ 4 ] |
| Armando Falcão                                                                            | Kubitschek                 | —                 | —                        | PSD-CE                  | 1959-1961            |                                | Justiça e Negócios Interiores | [ 4 ] |
| Macedo Soares                                                                             | Kubitschek                 | —                 | —                        | PSD-SP                  | 1956-1958            | Relações Exteriores            |                               | [ 4 ] |
| Negrão de Lima                                                                            | Kubitschek                 | —                 | —                        | PSD-MG                  | 1958-1959            | Relações Exteriores            |                               | [ 4 ] |
| Horácio Lafer                                                                             | Kubitschek                 | —                 | —                        | PSD-SP                  | 1959-1961            | Relações Exteriores            |                               | [ 4 ] |
| José Maria Alkmin                                                                         | Kubitschek                 | —                 | —                        | PSD-MG                  | 1956-1958            | Fazenda                        |                               | [ 4 ] |
| Lucas Lopes                                                                               | Kubitschek                 | —                 | —                        | PSD-MG                  | 1958-1959            | Fazenda                        |                               | [ 4 ] |
| Paes de Almeida                                                                           | Kubitschek                 | —                 | —                        | PSD-MG                  | 1959-1961            | Fazenda                        |                               | [ 4 ] |
| Lúcio Meira                                                                               | Kubitschek                 | —                 | —                        | PSD-RJ                  | 1956-1959            | Viação e Obras Públicas        |                               | [ 4 ] |
| Amaral Peixoto                                                                            | Kubitschek                 | —                 | —                        | PSD-RJ                  | 1959-1961            | Viação e Obras Públicas        |                               | [ 4 ] |
| Armando Falcão                                                                            | Kubitschek                 | —                 | —                        | PSD-CE                  | 1960-1961            | Saúde                          |                               | [ 4 ] |
|                                                                                           | Quadros                    | —                 | —                        | Clóvis Pestana          | PSD-RS               | 1961                           | Viação e Obras Públicas       | [ 4 ] |
| Campanha da legalidade e instituição da República Parlamentarista (8 de Setembro de 1961) |                            |                   |                          |                         |                      |                                |                               | [ 4 ] |
|                                                                                           | Goulart (parlamentarismo)  |                   | Tancredo Neves           | Tancredo Neves          | PSD-MG               | 1961                           | Justiça e Negócios Interiores | [ 4 ] |
| Monteiro Filho                                                                            | Goulart (parlamentarismo)  | PSD-PE            | Tancredo Neves           | 1961-1962               | Agricultura          |                                |                               | [ 4 ] |
| Ulysses Guimarães                                                                         | Goulart (parlamentarismo)  | PSD-SP            | Tancredo Neves           | 1961-1962               | Indústria e Comércio |                                |                               | [ 4 ] |
|                                                                                           | Goulart (parlamentarismo)  | Brochado da Rocha | Cândido de Oliveira Neto | PSD-PR                  | 1962                 | Justiça e Negócios Interiores  |                               | [ 4 ] |
|                                                                                           | Goulart (parlamentarismo)  | Hermes Lima       | Miguel Calmon            | PSD-BA                  | 1962-1963            | Fazenda                        |                               | [ 4 ] |
| Extinto o período parlamentarista após o Referendo de 1963 (6 de janeiro de 1963)         |                            |                   |                          |                         |                      |                                |                               | [ 4 ] |
|                                                                                           | Goulart (presidencialismo) | —                 | —                        | Abelardo Jurema         | PSD-PB               | 1963-1964                      | Justiça e Negócios Interiores | [ 4 ] |
| Expedito Machado Ponte                                                                    | Goulart (presidencialismo) | —                 | —                        | PSD-CE                  | 1963-1964            | Viação e Obras Públicas        |                               | [ 4 ] |
| Paulo Pinheiro Chagas                                                                     | Goulart (presidencialismo) | —                 | —                        | PSD-MG                  | 1963                 | Saúde                          |                               | [ 4 ] |
| Antônio Balbino                                                                           | Goulart (presidencialismo) | —                 | —                        | PSD-BA                  | 1963                 | Indústria e Comércio           |                               | [ 4 ] |
| Antônio de Oliveira Brito                                                                 | Goulart (presidencialismo) | —                 | —                        | PSD-BA                  | 1963-1964            | Minas e Energia                |                               | [ 4 ] |
| Amaral Peixoto                                                                            | Goulart (presidencialismo) | —                 | —                        | PSD-RJ                  | 1963                 | Reforma Administrativa         |                               | [ 4 ] |
| Fim da 4ª República com o Golpe Militar (31 de Março de 1964)                             |                            |                   |                          |                         |                      |                                |                               | [ 4 ] |
|                                                                                           | Castelo Branco             | —                 | —                        | Daniel Agostinho Faraco | PSD-SC               | 1964-1966                      | Indústria e Comércio          | [ 4 ] |
| Luís Viana Filho                                                                          | Castelo Branco             | —                 | —                        | PSD-BA                  | 1964-1967            | Casa Civil                     |                               | [ 4 ] |
| O PSD é dissolvido pelo Ato Institucional n.º 2 (27 de Outubro de 1965)                   |                            |                   |                          |                         |                      |                                |                               | [ 4 ] |

## Desempenho eleitoral

### Eleições legislativas
| Legislatura      | Bancada   | %     | ±   | Líder                   |
| ---------------- | --------- | ----- | --- | ----------------------- |
| 38.ª (1947–1951) | 151 / 286 | 52,80 | 151 | Benedito Valadares (MG) |
| 39.ª (1951–1955) | 112 / 304 | 36,84 | 39  | Benedito Valadares (MG) |
| 40.ª (1955–1959) | 119 / 326 | 36,50 | 7   | Armando Falcão (CE)     |
| 41.ª (1959–1963) | 115 / 326 | 35,28 | 4   | Arnaldo Rollemberg (SE) |
| 42.ª (1963–1967) | 118 / 409 | 28,85 | 3   | Ulysses Guimarães (SP)  |

| Legislatura      | Bancada | %     | ±  | Líder                      |
| ---------------- | ------- | ----- | -- | -------------------------- |
| 38.ª (1946–1951) | 36 / 64 | 56,25 | 36 | Alfredo Neves (RJ)         |
| 39.ª (1951–1955) | 23 / 63 | 36,51 | 13 | Rui Carneiro (PA)          |
| 40.ª (1955–1959) | 25 / 64 | 39,06 | 2  | Nereu Ramos (SC)           |
| 41.ª (1959–1963) | 19 / 64 | 29,69 | 6  | Auro de Moura Andrade (SP) |

### Eleições presidenciais e vice-presidenciais
| Ano  | Imagem | Candidato(a) a Presidente    | Candidato a Vice-Presidente | Coligação                   | Votos     | %     | Colocação |
| ---- | ------ | ---------------------------- | --------------------------- | --------------------------- | --------- | ----- | --------- |
| 1945 |        | Eurico Gaspar Dutra (PSD)    | —                           | PSD e PTB                   | 3.251.507 | 55,39 | 1º        |
| 1946 |        | —                            | Nereu Ramos (PSD)           | PSD e PTB                   | 178       | 55,63 | 1º        |
| 1950 |        | Cristiano Machado (PSD)      | —                           | PSD, PR, POT e PST          | 1.697.173 | 21,49 | 3°        |
| 1950 |        | —                            | Altino Arantes (PSD)        | PSD, PR, POT e PST          | 1.649.309 | 23,40 | 3°        |
| 1955 |        | Juscelino Kubitschek (PSD)   | —                           | PSD, PTB, PR, PTN, PST, PRT | 3.077.411 | 35,68 | 1°        |
| 1955 |        | —                            | João Goulart (PTB)          | PSD, PTB, PR, PTN, PST, PRT | 3.591.409 | 44,25 | 1°        |
| 1960 |        | Henrique Teixeira Lott (PSD) | —                           | PSD, PTB, PST, PSB, PRT     | 3.846.825 | 32,94 | 2°        |
| 1960 |        | —                            | João Goulart (PTB)          | PSD, PTB, PST, PSB, PRT     | 4.547.010 | 36,10 | 1°        |

### Presidentes do Conselho de Ministros
| Nome                                 | Retrato | Origem            | Período dos mandatos                         | Ref. |
| ------------------------------------ | ------- | ----------------- | -------------------------------------------- | ---- |
| Tancredo Neves                       |         | Minas Gerais      | 8 de setembro de 1961 - 12 de julho de 1962  |      |
| Francisco de Paula Brochado da Rocha |         | Rio Grande do Sul | 12 de julho de 1962 - 18 de setembro de 1962 |      |